# Salmacina incrustans
Salmacina incrustans är en ringmaskart som beskrevs av Jean Louis René Antoine Édouard Claparède 1870. Salmacina incrustans ingår i släktet Salmacina och familjen Serpulidae. Inga underarter finns listade i Catalogue of Life.